# Eugenia Grandet (film, 1918)
Pour plus de détails, voir Fiche technique et Distribution.
Eugenia Grandet, connu également sous le titre La figlia dell'avaro est un film muet italien réalisé par Roberto Roberti, sorti en 1918.

## Fiche technique
- Titre : Eugenia Grandet
- Titre alternatif : La figlia dell'avaro
- Réalisation : Roberto Roberti
- Photographie :
- Scénographie :
- Société de production :
- Pays de production :  Royaume d'Italie
- Langue : Italien
- Format : noir et blanc – 35 mm – 1,33:1 – son : muet
- Genre : Film dramatique
- Durée : 51 minutes (0 h 51)
- Date de sortie : 
  - Italie : 1918

## Distribution
- Francesca Bertini